# Fort Pannerden

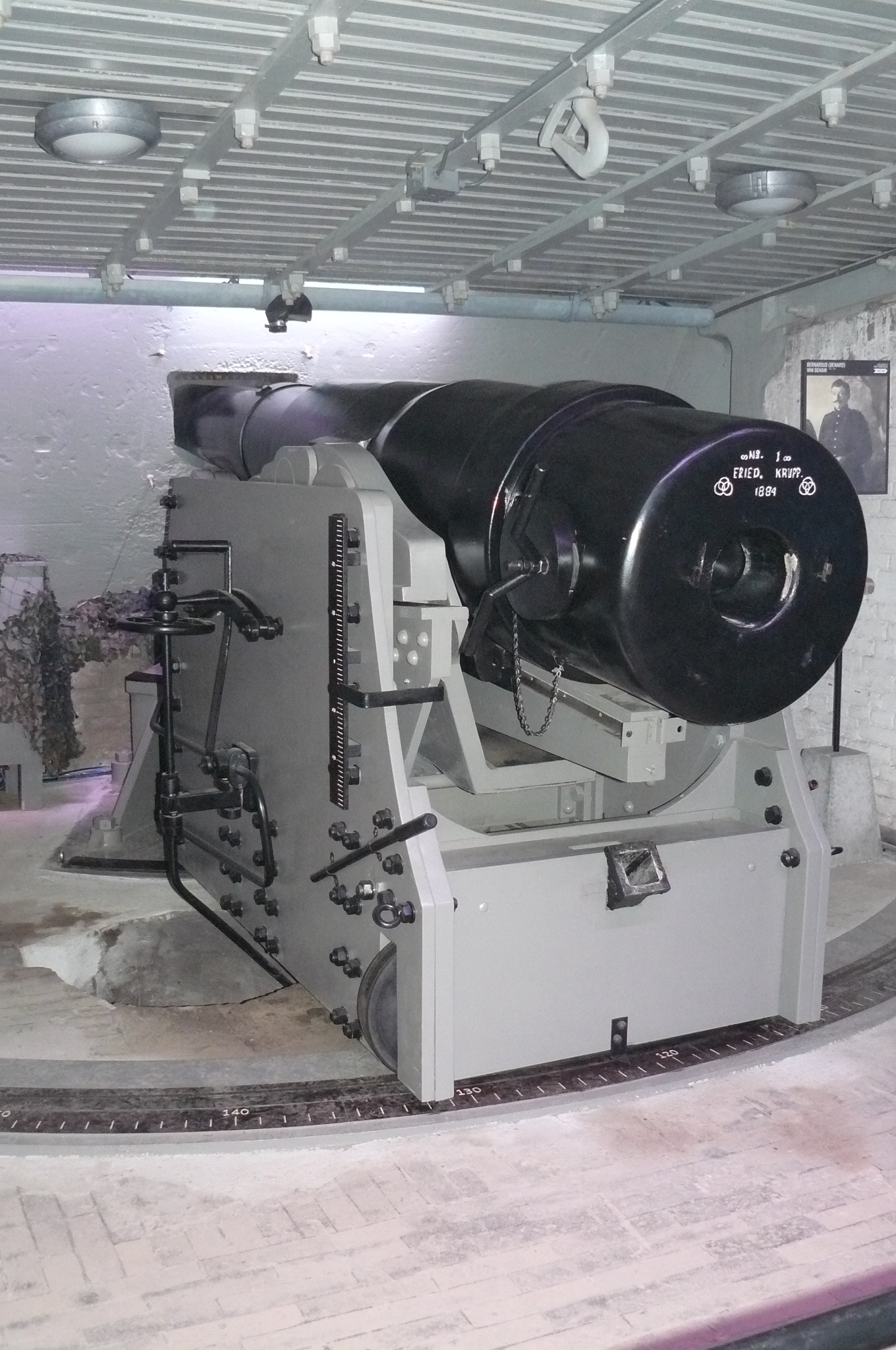
In de rivierbatterij staat een nagebouwd kanon 15 l 25. Het kanon kan worden "afgevuurd" met speciale effecten als knal, rook, lichtflits en terugslag.

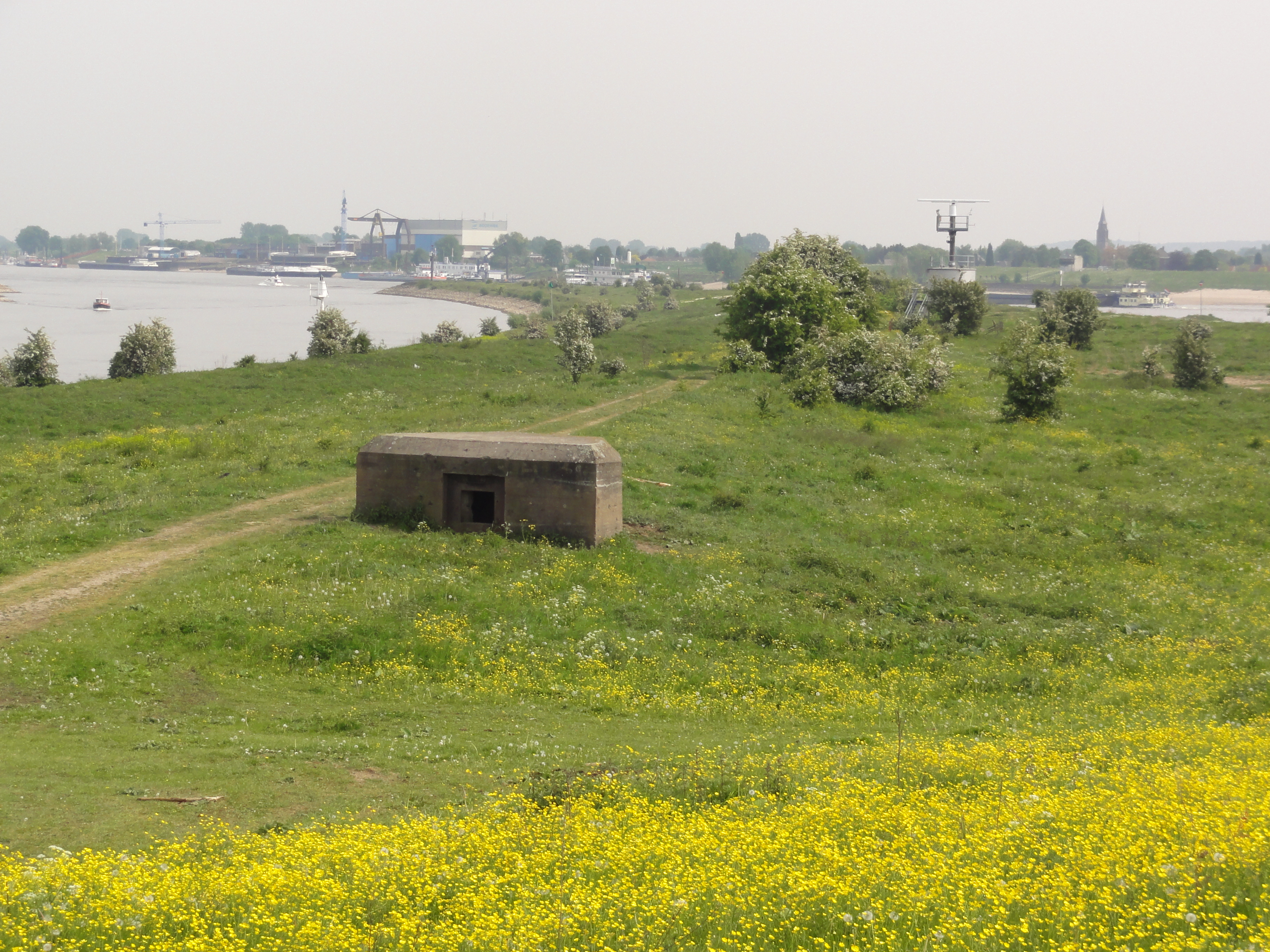
Een van de zeven bunkers gebouwd vlak voor de Tweede Wereldoorlog bij het fort

Fort Pannerden is een  voormalig 19e-eeuws fort ten zuidoosten van Doornenburg in de Nederlandse gemeente Lingewaard. In 1969 kreeg het fort de status van rijksmonument en sinds 2005 maakt het deel uit van het Nationaal Project Nieuwe Hollandse Waterlinie.
In zijn bestaan had het fort vanaf het begin lange tijd een militaire functie. Vanaf 1940 volgde een periode van plundering, leegstand, verval en was het lange tijd niet toegankelijk. Begin 2000 werd het fort gekraakt en werd het weer gebruikt en voor belangstellenden toegankelijk gemaakt. Na een conflict over de toekomstige bestemming van het fort, ontruiming en herkraak in 2006, kwam het tot een oplossing. Het fortgebouw is inmiddels gerestaureerd. Het fort en de omgeving eromheen zijn in 2016 opengesteld. Er zijn tentoonstellingen en activiteiten.

## Geschiedenis

### Nieuwbouw en beginperiode
Fort Pannerden werd van 1869 tot 1872 gebouwd als sperfort om te voorkomen dat een aanvallend leger via de rivier de Waal kon optrekken richting de Nieuwe Hollandse Waterlinie. Daarnaast moest het fort zien te voorkomen dat het Pannerdensch Kanaal afgedamd zou kunnen worden, waardoor de Nieuwe Hollandse Waterlinie mogelijk zonder water zou komen te zitten. 
Enkele jaren na de bouw bleek het ontwerp van het gebouw door de voortschrijdende wapentechniek reeds achterhaald. Daarom werden tussen 1885 en 1890 twee stalen pantserbatterijen op het fort gebouwd, aan weerszijden van de rivierbatterij. De al bestaande rivierbatterij zelf werd eveneens gemoderniseerd met beton en pantserstaal. Het fort wordt daarom ook wel aangeduid als pantserfort. Ten slotte werden bij deze werkzaamheden schietgaten voor mortieren gemaakt. Al deze modificaties waren erop gericht om de omgeving beter te kunnen bestrijken en bovendien het fort beter te beschermen tegen moderne artilleriegranaten.
Fort Pannerden kan worden gezien als de opvolger van Fort Sterreschans, dat tussen 1742 en 1795 dienst deed en enkele honderden meters verder stroomafwaarts lag, en de vesting Schenkenschanz, dat tussen 1586 en 1707 aan de oude splitsing tussen Rijn en Waal een paar kilometer stroomopwaarts lag voordat het Pannerdensch Kanaal werd aangelegd.

### 1900-1939
Tijdens de Eerste Wereldoorlog werd het fort bemand, maar omdat Nederland neutraal was werd er niet gevochten. Na 1920 werd het niet meer gebruikt; het was inmiddels ook te sterk verouderd. Het werd gedurende enkele jaren beheerd door een sergeant, die met zijn gezin niet ver van het fort woonde. Aan de vooravond van de Tweede Wereldoorlog werd het de status van infanteriesteunpunt toebedeeld. Er werden zeven kazematten (bunkers) gebouwd rondom het fort en de vier stukken geschut van 15 l 25 in de (inmiddels met gewapend beton versterkte) rivierbatterij werden vervangen door twee marinekanonnen (bij de marine 'kanons' geheten) met een kaliber van 7,5 cm.

### Tweede Wereldoorlog
Bij de Duitse inval in Nederland in mei 1940 bleek de fortbezetting, ter grootte van een compagnie infanterie, geen serieuze weerstand te kunnen bieden tegen de Duitse overmacht. De kazematten waren voltooid, maar nog niet voorzien van zanddekking. Bovendien konden de beide kanonnen, die aanwezig waren in het fort, niet zo worden gericht dat ze landinwaarts vuur konden uitbrengen. De Duitsers trokken rond het fort en gingen het Pannerdensch Kanaal over buiten het vuurbereik van de Nederlandse troepen. Het fort werd aanvankelijk niet aangevallen, hoewel een korte vuurwisseling tussen enkele Nederlandse steunpunten en een Duitse patrouille plaatsvond. De Duitsers trokken verder westwaarts richting Betuwestelling en lieten het fort verder links liggen. Het fort was inmiddels einde van de eerste oorlogsdag volledig geïsoleerd komen te liggen, omdat de Duitsers de noordelijker gelegen IJssellinie en de zuidelijk gelegen Maas-Waalkanaalstelling al op 10 mei hadden doorbroken. In de loop van de tweede oorlogsdag werd het fort, na enkele lichte beschietingen door infanterie en vliegtuigen, door de Duitsers met parlementairs benaderd. De overgave werd gesommeerd door een Duits officier op straffe van bombardement door Duitse vliegtuigen. De overgave liet niet lang op zich wachten, omdat de kapitein, die ter plaatse de kleine bezetting aanvoerde, geen enkel nut voor verder verzet zag. Men gaf zich daarom over. Tijdens de Tweede Wereldoorlog werd het fort leeggeplunderd door de Duitsers. Met name het staal en apparatuur was voor de steeds meer onder schaarste lijdende Duitsers waardevol.

### Directe naoorlogse periode
Ook na de oorlog was Fort Pannerden een bron van bouwmaterialen voor de wederopbouw en bovendien een stortplaats voor puin en munitie.
In 1952 werd op het fort een luchtwachtpost (post 1J3) van het Korps Luchtwachtdienst (KLD) gebouwd. Deze uitkijkpost was bedoeld om laagvliegende vliegtuigen waar te nemen, die lager vlogen dan de radar kon waarnemen. De luchtwachtpost was onderdeel van een netwerk van 276 uitkijkposten dat in de jaren vijftig van de 20e eeuw, ten tijde van de Koude Oorlog, over heel Nederland was ingericht. Ongeveer de helft van alle uitkijkposten werden ingericht op bestaande gebouwen, de andere helft op daarvoor speciaal gebouwde (betonnen) luchtwachttorens. De luchtwachtpost is boven op het fort nog aanwezig en bestaat uit een open observatieplatform van 3 bij 3 meter omgeven door een bakstenen gemetselde borstwering van circa 1,50 meter hoog. De luchtwachtpost is gebruikt tot 1964, toen het KLD werd inkrompen en de luchtwachtposten in dit deel van het land werden opgeheven.
In 1959 werd het fort gedeclassificeerd tot een vestingwerk van 'geen klasse'. Het fort werd regelmatig bezocht door spelende kinderen, waarbij minstens een dode is gevallen als gevolg van een valpartij. Ook werd het beschadigd. Uiteindelijk werd het dichtgemetseld om verdere ongelukken te voorkomen. Op 1 januari 1988 werd Staatsbosbeheer eigenaar. Kort daarvoor werd door de Stichting Fort Pannerden het plan opgevat het fort te restaureren en er een museum van te maken. Daarom sloot de stichting een erfpachtcontract met Staatsbosbeheer. Het plan werd in gang gezet, maar als gevolg van de eis van het gemeentebestuur van Bemmel (nu Lingewaard) om met niet meer dan 80 procent subsidie te beginnen, kon de Stichting tot Instandhouding van Fort Pannerden het werk slechts gedeeltelijk laten uitvoeren. Het fort kwam leeg te staan.

### Gekraakt
Het fort werd uiteindelijk op 12 juni 2000 door een vijftiental mensen gekraakt, die probeerden het fort voor verder verval te behoeden. Zij organiseerden ook culturele activiteiten en maandelijkse rondleidingen.
Op basis van door Stichting Fort Pannerden verricht historisch onderzoek werd het fort in 2005 alsnog toegevoegd aan het project Nieuwe Hollandse Waterlinie. In 2006 bood de gemeente Lingewaard de krakers aan het fort in beheer te nemen, maar het niet meer te bewonen omdat bewoning niet in overeenstemming was met het bestemmingsplan. De krakers wezen dit voorstel af.
Nadat het fort zes jaar gekraakt was, werd op 7 november 2006 begonnen met de ontruiming van het fort door de Mobiele Eenheid met hulp van het Nederlandse leger omdat de gemeente Lingewaard het een bestemming als hotel wilde geven. De Mobiele Eenheid had twee dagen nodig voor de ontruiming en verwijdering van zo'n 25 krakers. Echter op  25 november 2006 werd het fort wederom ingenomen door 80 à 100 krakers. Het lukte de krakers daarbij de twee-man-tellende antikraakwacht te omzeilen. De krakers richtten een blokkade op van caravans op de openbare toegangsweg naar het fort en haalden de toegangsbrug op om een tweede ontruiming te voorkomen. De gemeente besloot uiteindelijk toch niet tot een tweede ontruiming over te gaan en 14 december 2006 werd bekend dat de krakers een overeenkomst hadden gesloten met de Stichting Fort Pannerden en dat deze was goedgekeurd door de gemeente, evenals door Staatsbosbeheer. De krakers werden hierdoor formeel beheerders en mochten officieel niet meer wonen op het fort. Wel mochten er permanent vertegenwoordigers van de krakers aanwezig zijn om te voorzien in het beheer. Onder het beheer viel zowel onderhoud als het geven van rondleidingen.
Op 11 december 2007 maakten de Stichting Fort Pannerden, Staatsbosbeheer en de gemeente Lingewaard een nieuwe, cultuurhistorische bestemming voor het fort bekend. Ook de krakers stemden ermee in en zegden toe het fort vrijwillig te verlaten bij de aanvang van de restauratie in 2008.

## Restauratie
Eind 2008 werd munitie geruimd uit de gracht en werd ook het gebied rondom het fort onderzocht. Begin november 2008 verlieten de voormalige krakers vrijwillig het fort en is de restauratie op 17 november 2008 begonnen. Er is er een stichting opgericht die het fort beheert en de invulling heeft bedacht voor na de restauratiewerkzaamheden. Onderdeel van deze stichting zijn vertegenwoordigers van de gemeente en een afvaardiging van de krakers die er hebben gewoond.
Na de restauratiewerkzaamheden is het fort opengesteld voor het publiek en kunnen er rondleidingen gevolgd worden, deze worden door de Vrienden van Fort Pannerden verzorgd.